# Кенебек (река)
Кенебек (енгл. Kennebec River) је река која протиче кроз САД. Дуга је 270 km. Протиче кроз америчку савезну државу Мејн. Улива се у залив Мејн.